# Saint-André-de-Corcy
Saint-André-de-Corcy è un comune francese di 3 047 abitanti situato nel dipartimento dell'Ain della regione dell'Alvernia-Rodano-Alpi.

## Società

### Evoluzione demografica
Abitanti censiti